# Cisma da Igreja Russa

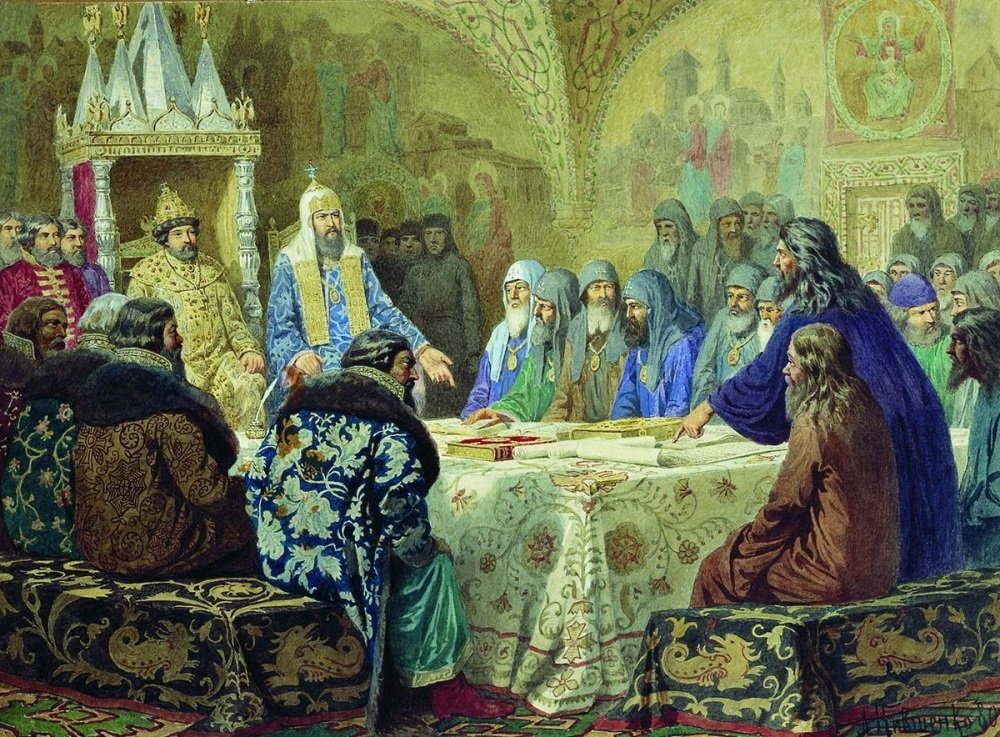
Sínodo de Moscou (1654), o início da divisão (Alexei Kivshenko, 1880).

Cisma da Igreja Russa (em russo:  раскол Русской церкви, transl. raskol Russkoy tserkvi) foi um cisma eclesiástico na Igreja Ortodoxa Russa que começou na década de 1650 em Moscou. Associado à reforma do patriarca Nicônio, visava introduzir mudanças nos livros litúrgicos da imprensa moscovita e em alguns rituais, a fim de unificá-los com os gregos modernos.
A reforma foi realizada com a participação e apoio do czar Alexei Mikhailoviche, bem como de alguns hierarcas ortodoxos gregos, e foi aprovada e confirmada pelas resoluções de uma série de sínodos realizados em Moscou nas décadas de 1650-1680. Os oponentes da reforma, mais tarde chamados de Velhos Crentes, foram declarados hereges e anatematizados no Sínodo de Moscou de 1656 (apenas aqueles que faziam o sinal da cruz com dois dedos) e no Grande Sínodo de Moscou de 1666-1667. Como resultado, surgiram grupos de Velhos Crentes, que posteriormente se dividiram em numerosos acordos (em russo:  Согласие, transl. Soglasiye).